# Port lotniczy Błagowieszczeńsk
Port lotniczy Błagowieszczeńsk (IATA: BQS, ICAO: UHBB) – port lotniczy położony 20 km na północny wschód od Błagowieszczeńska, w obwodzie amurskim, w Rosji.

## Kierunki lotów i linie lotnicze
| Linia lotnicza     | Kierunek                                                                    |
| ------------------ | --------------------------------------------------------------------------- |
| Aerofłot           | 1. Moskwa-Szeremietiewo (od 31 stycznia 2024)                               |
| Aurora             | 1. Chabarowsk 2. Tynda 3. Władywostok 4. Jużnosachalińsk 5. Zieja           |
| IrAero             | 1. Czyta 2. Irkuck 3. Magadan 4. Ułan Ude 5. Władywostok 6. Jużnosachalińsk |
| Rossiya Airlines   | 1. Krasnojarsk 2. Władywostok 3. Jużnosachalińsk                            |
| S7 Airlines        | 1. Irkuck 2. Moskwa-Domodiedowo 3. Nowosybirsk                              |
| Ural Airlines      | 1. Moskwa-Domodiedowo 2. Jekaterynburg                                      |
| Uzbekistan Airways | 1. Taszkent                                                                 |